# Eresia leucophaea
Eresia leucophaea är en fjärilsart som beskrevs av Gustav Weymer 1890. Eresia leucophaea ingår i släktet Eresia och familjen praktfjärilar. Inga underarter finns listade i Catalogue of Life.